# Ahmet Sezer
Ahmet Necdet Sezer (Afyonkarahisar, 13 september 1941) is een Turks jurist en staatsman. Hij was de tiende president van de Republiek Turkije.
Sezer werd geboren in Afyonkarahisar (kortweg: Afyon) en studeerde rechten aan de Universiteit van Ankara waar hij in 1962 afstudeerde. Hierna werd hij rechter in Ankara en deed hij dienst in de Turkse strijdkrachten. In 1988 werd Sezer benoemd tot het Constitutionele Hof waar hij tien jaar later opperrechter werd.
Sezer werd in mei 2000 door de Grote Nationale Assemblee tot president gekozen. Als opvolger van Süleyman Demirel vervulde hij die functie vanaf 16 mei 2000.
Sezer was als rechter en als president een krachtig verdediger van de seculiere staat Turkije en van het erfgoed van Kemal Atatürk. Hij verzette zich heftig tegen de politieke islam, die tijdens zijn ambtstermijn omhoog kwam. Zeer tegen zijn zin moest hij na de verkiezingen van 2003 Recep Tayyip Erdoğan tot premier benoemen. Regelmatig trof hij wetten van de AK-regering met een presidentieel veto. Hij riep de strijdkrachten en de rechterlijke macht op tot waakzaamheid. Tijdens het staatsbezoek van koningin Beatrix was hij afwezig bij het door haar aangeboden concert, omdat enkele van haar gasten een hoofddoek zouden dragen.
In 2007 werd de ambtstermijn van Sezer met enkele maanden verlengd omdat de Assemblee geen opvolger kon kiezen. Pas na vervroegde parlementsverkiezingen in juli 2007 kwam er duidelijkheid, en op 28 augustus 2007 werd zijn opvolger Abdullah Gül gekozen als nieuwe president van de Republiek Turkije.